# طوابع منطاد زبلين عام 1930
كانت طوابع منطاد زبلين لعام 1930 عبارة عن مجموعة من ثلاثة طوابع بريدية جوية، كل منها يصور صورة  السفينة الهوائية منطاد زبلين، ولقد أصدرتها إدارة مكتب البريد الأمريكي في عام 1930، لتسليم البريد المنقول على متن ذلك المنطاد. وعلى الرغم من أن الطوابع كانت مخصصة للبريد المرسل على متن رحلة زبلين بان أمريكان من ألمانيا إلى الولايات المتحدة، عبر البرازيل، فقد جرى تسويق بيع طوابع المجموعة لهواة الجمع وكان الهدف منها إلى حد كبير الترويج للرحلات عبر المنطاد. وذهب 93.5٪ من الإيرادات الناتجة عن بيع هذهِ الطوابع إلى مصنع زبلين لصناعة المنطاد في ألمانيا. وقد طبعت طوابع منطاد زبلين كبادرة حسن نية تجاه ألمانيا. واستُخدمت الطوابع الثلاثة لفترة وجيزة ثم سُحبت من السوق. وأتلفت إدارة البريد ما تبقى من مخزون الطوابع. ونظرًا لارتفاع تكلفة الطوابع خلال فترة الكساد الكبير، لم يتمكن معظم هواة جمع الطوابع وعامة الناس من تحمل تكلفة شراؤها. ونتيجة لذلك، فقد بيع حوالي 227000 طابع فقط، أي ما يعادل 7% فقط من إجمالي الطوابع المطبوعة، مما يجعلها نادرة نسبيًا وذات قيمة عالية لدى هواة جمع الطوابع.

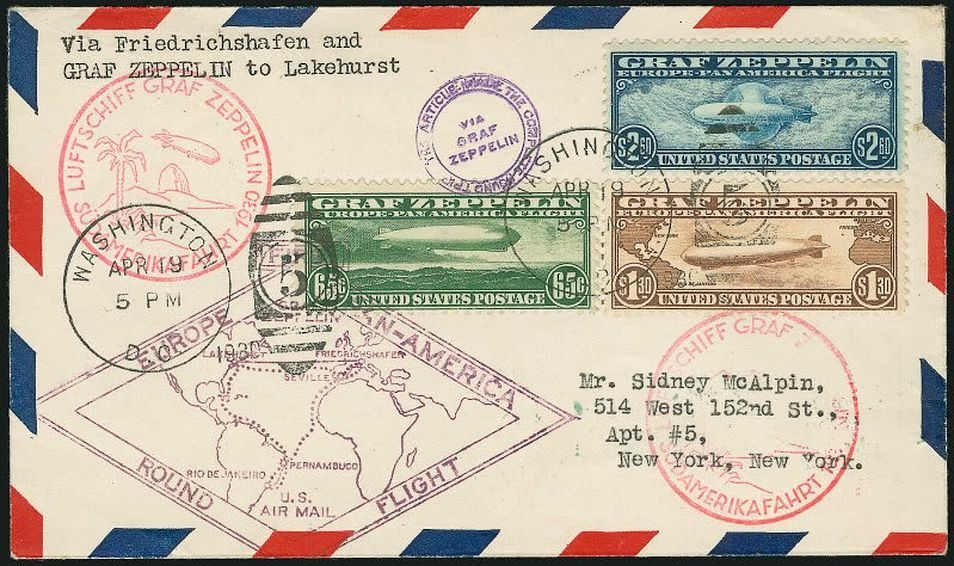
طوابع منطاد زبلين على غلاف رسالة سنة 1930

## التصميم والتحمل
في عام 1928، ظهرت السفينة الهوائية منطاد زبلين لأول مرة وحققت أرقامًا قياسية جديدة في رحلات المنطاد الطويلة. وتكريمًا لإنجازاتها، خططت شركة زبلين لإرسال السفينة الهوائية منطاد زبلين إلى ريو دي جانيرو. كان كويستلر الصحفي الوحيد على متن  السفينة الهوائية زبلين. ولقد وصف الاستعدادات للرحلة وطبيعة الرحلة نفسها بالتفصيل في سيرته ِالذاتية.

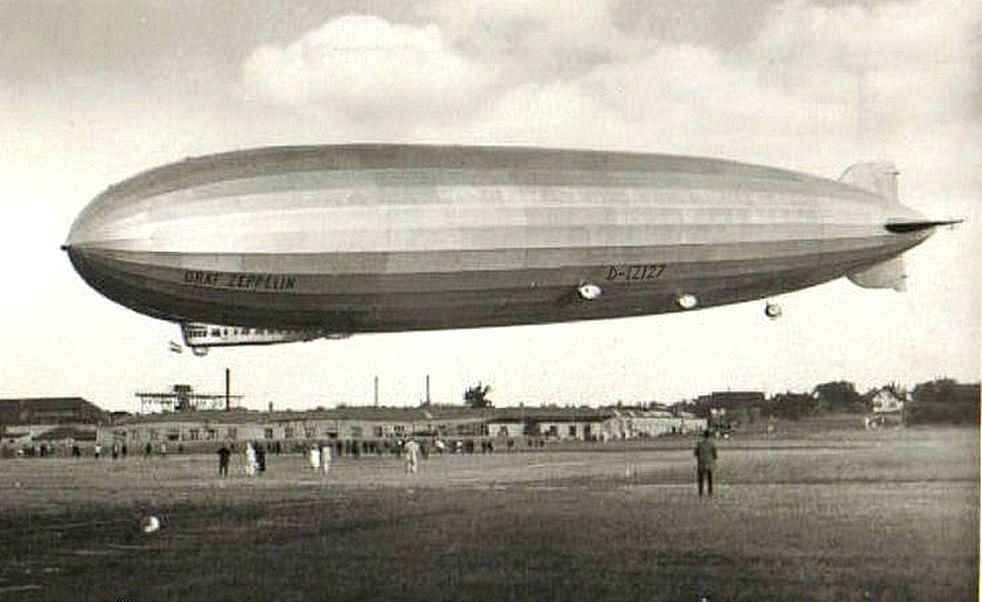
منطاد زبلن آل زد 127 - تم استعمال صورة هذا المنطاد على وجه الخصوص كنموذج لإصدار طابع 2.60 من منطاد زبلين، حيث يمكن تمييز رقم المنطاد "D-LZ127" على صورة المنطاد

بموجب اتفاقية مع "شركة زبلين الألمانية لصناعة المناطيد" وكبادرة حسن نية تجاه ألمانيا، أصدرت هيئة البريد الأمريكية مجموعة من ثلاثة طوابع بريد جوية تخليدًا لذكرى  السفينة الهوائية زبلين ورحلة الطيران عبر المحيط الأطلسي القادمة، والتي استُخدمت لدفع رسوم البريد المنقول على متن زبلين، وهو منطاد صلب يزيد طوله عن 775 قدمًا (236 مترًا). كان البريد يُنقل ويُسلم من ألمانيا إلى نقاط في أمريكا الشمالية والجنوبية، وبالعكس.

علامة شركة زبلين للطيران

حملت الطوابع الثلاثة صورًا للسفينة الهوائية منطاد زبلين بأشكال مختلفة. صدرت الطوابع الثلاثة لأول مرة في واشنطن العاصمة في 19 أبريل/نيسان 1930، قبل شهر واحد من أول رحلة جوية تاريخية عبر المحيط الأطلسي. وعُرضت الطوابع للبيع في مكاتب بريد مختارة أخرى في 21 أبريل/نيسان 1930.
غادرت السفينة الهوائية زبلين مدينة فريدريكسهافن بألمانيا في 30 مايو 1930، وعادت في 6 يونيو. استُخدمت قيمتا 65 سنتًا و1.30 دولارًا أمريكيًا لدفع رسوم البريد للبطاقات البريدية والرسائل، على التوالي، التي نُقلت في المرحلة الأخيرة من الرحلة من الولايات المتحدة إلى إشبيلية بإسبانيا ثم الرجوع إلى مدينة فريدريكسهافن الألمانية. أما الطوابع بقيمة 1.30 دولارًا أمريكيًا و2.60 دولارًا أمريكيًا، فقد دفعت رسوم البريد للبطاقات البريدية والرسائل، على التوالي، التي نُقلت في رحلة الذهاب والعودة عبر فريدريكسهافن الألمانية. بلغ سعر الرسالة ذهابًا وإيابًا 3.90 دولارًا أمريكيًا، وهو المبلغ الدقيق الذي يمكن دفعهُ باستخدام طوابع 2.60 دولارًا أمريكيًا و1.30 دولارًا أمريكيًا. أُرسل البريد المختوم بطوابع زبلين إلى ألمانيا بالمنطاد حيث التقط في فريدريكسهافن ووضع على متن المنطاد زبلين. امتدت الرحلة التي استغرقت أسبوعًا لمنطاد زبلين من ألمانيا إلى البرازيل ثم إلى الولايات المتحدة ثم عادت إلى فريدريكسهافن.

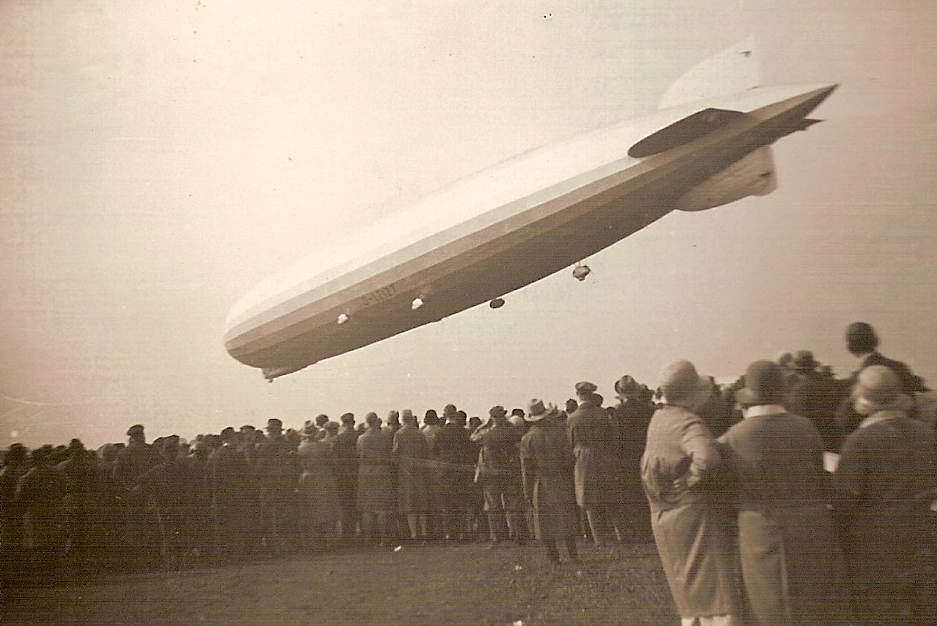
صورة منطاد زبلن آل زد 127

طُبعت الطوابع بواسطة مكتب النقش والطباعة، الذي لم يكن لديهِ سوى ستة أسابيع لتصميم وطباعة وتوزيع الإصدارات على العملاء لاستعمالها في البريد المرسل إلى ألمانيا في الوقت المناسب للرحلة المغادرة. ومع ذلك، لن يحصل مكتب البريد الأمريكي إلا على ربح ضئيل قدرهُ 6.5% من قيمة الطوابع للرسائل التي ستحمل بالفعل على متن منطاد زبلين. ستتلقى شركة شركة زبلين الألمانية لصناعة المناطيد معظم الربح من تلك الطوابع التي استعملت بالفعل لدفع رسوم البريد والتي حملت على متن منطادها. وافق مكتب البريد الأمريكي على إصدار الطوابع متوقعًا أن معظم الطوابع المباعة ستكون لهواة جمع الطوابع الراغبين في إضافة الطوابع الجديدة إلى مجموعات الطوابع الخاصة بهم، وبالتالي سيحتفظ بجميع الإيرادات الناتجة عن تلك المبيعات.
أنشأ مكتب النقش والطباعة ألواحًا من صحيفة الطوابع من مائتي طابع بريد مقسمة إلى أربعة أجزاء، كل جزء يحتوي على خمسين طابعًا. كانت الأجزاء مثقبة بثقب قياس 11. ونظرًا لوجود هامش (حافة) من الورق ممتد حول الجوانب الأربعة لكل جزء، فلا توجد طوابع ذات حواف مستقيمة.
طبع ما مجموعهُ مليون طابع من كل فئة، ولكن لم يباع سوى 227,260 طابعًا فقط، أو 7% من الإجمالي. ولقد سحبت طوابع زبلين من البيع في 30 يونيو 1930، واتلفت المخزونات المتبقية بواسطة إدارة مكتب البريد.
اشتركت مجموعة الطوابع الثلاثة في تصميم إطار مشترك منقوش عليه كلمتي GRAF ZEPPELIN (الصف الأول) وEUROPE – PAN AMERICAN FLIGHT (الصف الثاني) بأحرف كبيرة بالقرب من أعلى الإطار، وكلمات UNITED STATES POSTAGE، أيضًا بأحرف كبيرة، على طول الإطار السفلي. طُبعت الطوابع بألوان مختلفة لكل فئة. حظيت الطوابع الجذابة بدعاية واسعة النطاق ولكنها اعتبرت مثيرة للجدل بين بعض هواة جمع الطوابع وغيرهم الذين رفضوا شراء هذه الإصدارات، واشتكوا من أن مكتب البريد كان يفرض رسومًا باهظة بينما كان في الوقت نفسه يحاول زيادة الطلب على هذهِ الطوابع من خلال إتلاف الإصدارات غير المباعة. كانت القيمة الاسمية البالغة 4.55 دولارًا لمجموعة الطوابع الثلاثة مبلغًا كبيرًا من المال خلال فترة الكساد الكبير. ومع ذلك، بمرور الوقت، ازدادت شعبية هذهِ الطوابع. وأصبحت مطلوبة بشدة من قبل هواة جمع الطوابع وتاريخ البريد ولا تزال كذلك حتى اليوم.

### فئة 65 سنتًا لطابع منطاد زبلين فوق المحيط الأطلسي

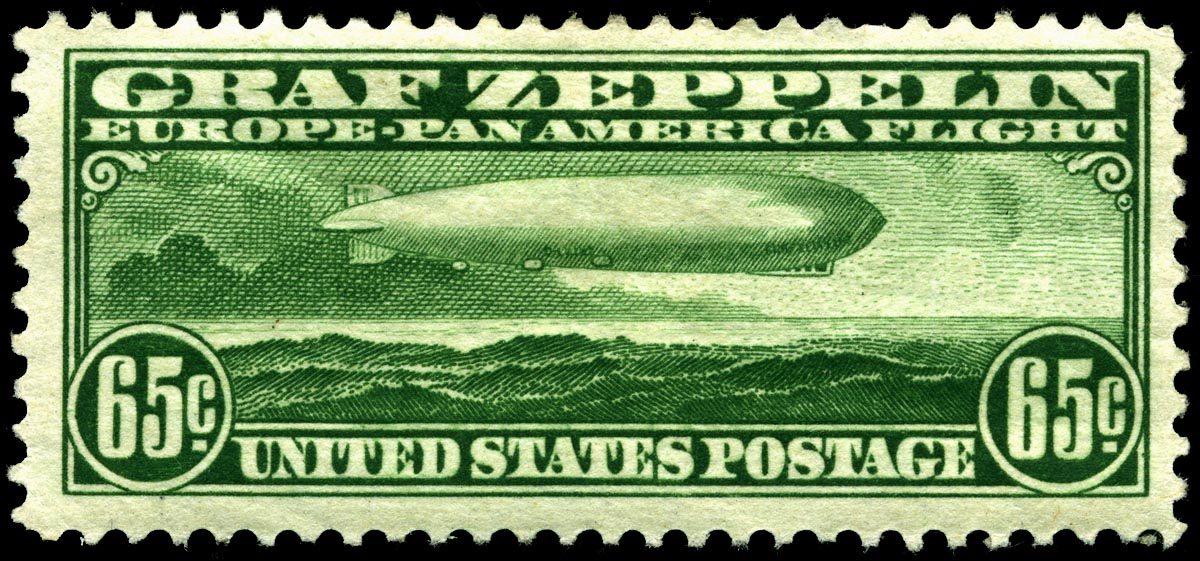
طابع أخضر اللون من فئة 65 سنتًا يصور منطاد زبلين من إصدار سنة 1930

إن الطابع الأخضر من فئة 65 سنتًا يصور منطاد زبلين وهو يحلق شرقًا فوق المحيط الأطلسي. ومثل الفئتين الأخريين، يحمل الطابع نقشًا على الجزء العلوي: منطاد زبلين - رحلة أوروبا عبر أمريكا الشمالية، ورسوم بريد الولايات المتحدة على الجزء السفلي. كان هذا الإصدار الأقل سعرًا بين الفئات الثلاث، وقد دفع رسوم بطاقات البريد. رقم دليل سكوت للطوابع لهذا الإصدار هو C13. من أصل مليون طابع مطبوع، بِيعَ 93,336 طابعًا.

### فئة 1.30 دولار لطابع منطاد زبلين مع خريطة المحيط الأطلسي

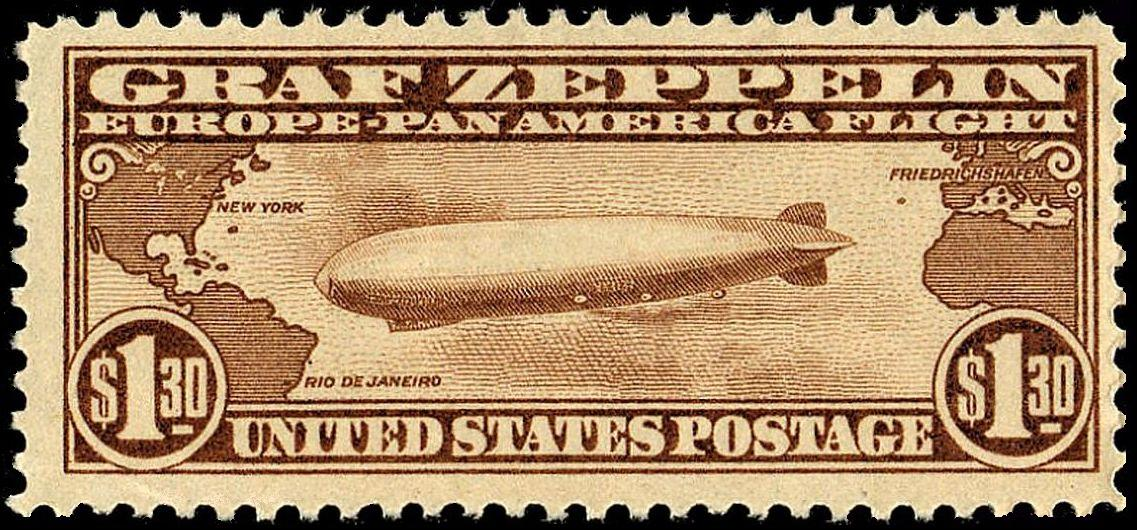
طابع بريد منطاد زبلين بفئة 1.30 من إصدار سنة 1930

صدر طابع بريد بفئة 1.30 دولار أمريكي لأول مرة في واشنطن العاصمة في 19 أبريل 1930. طُبع الطابع باللون البني، وصوّر السفينة الهوائية زبلين وهو يحلق غربًا، مُركّبًا على خريطة قارتي أوروبا وأمريكا الجنوبية والشمالية، مع أسماء مدن مختلفة. غطّى هذا الإصدار أسعار البطاقات البريدية والرسائل على رحلة بان أمريكان في مايو 1930، التي انطلقت من ألمانيا، متجهةً إلى البرازيل ثم إلى الولايات المتحدة. كانت أسعار البريد تعتمد على المسافة بين النقاط على طول الطريق. رقم دليل سكوت للطوابع لهُ هو C14. من بين مليون طابع مطبوع، بِيعَ 72,428 طابعًا فقط.

### فئة 2.60 دولار منطاد زبلين مع صورة الكرة الأرضية

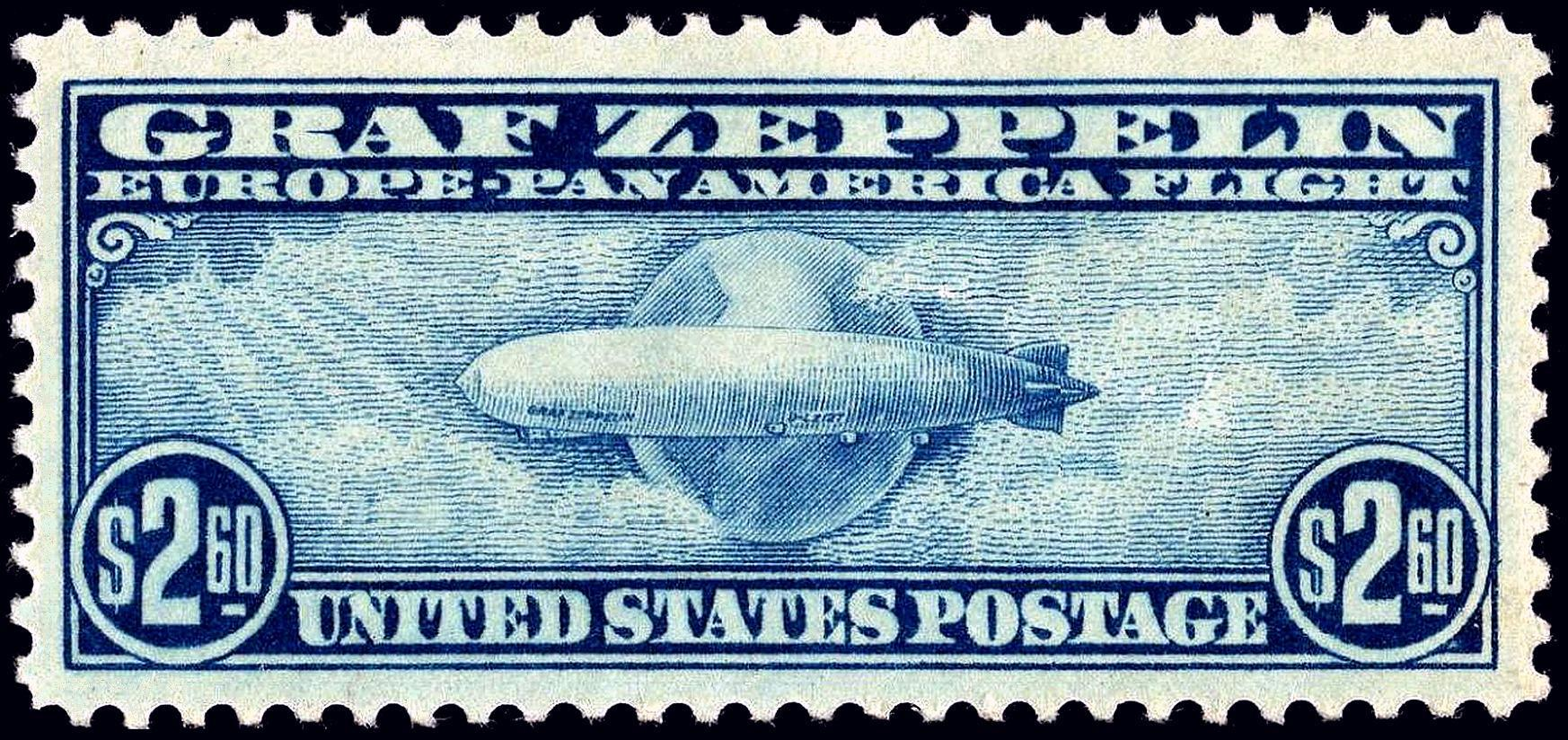
طابع منطاد زبلين فئة دولارين و60 سنت، من إصدار سنة 1930

الطابع الأزرق، فئة 2.60 دولار، يصور السفينة الهوائية زبلين بين السحب، متراكبًا على صورة كرة أرضية متجهًا نحو الغرب. صمم هذا الإصدار كلٌّ من سي. إيه. هيوستن وأيه. آر. ميسنر. رقم كتالوج سكوت لهذا الإصدار هو C15. من بين مليون طابع مطبوع، بِيعَ 61,296 طابعًا فقط.

### اصدارات أخرى
صدرت طوابع السفينة الهوائية زبلين عام 1930 في صحيفة طوابع من خمسين ورقة. حُفر على هامش كل ورقة رقم اللوحة.
|  |  |  |

### إصدارات مشابهة

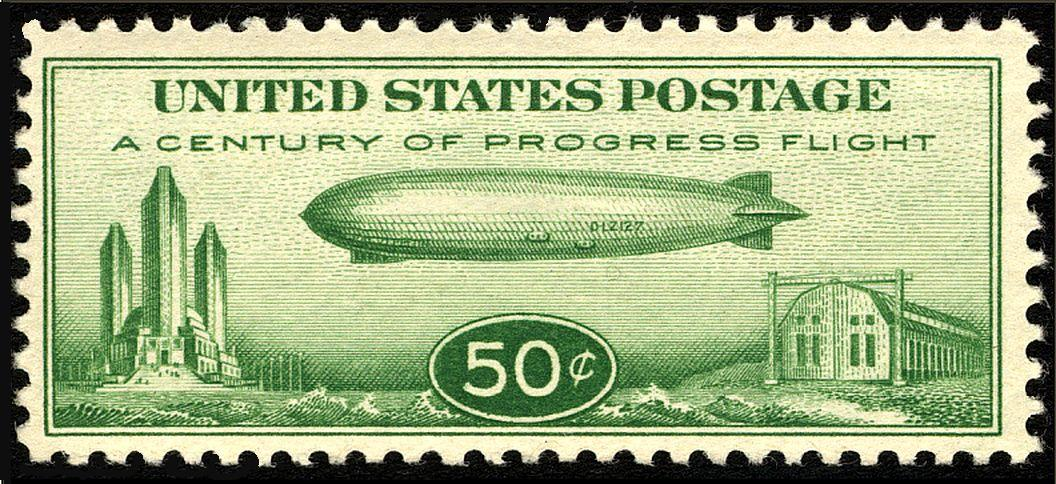
طابع بريد "بيبي زبلين" لعام 1933

صدر طابع زيبلين بقيمة 50 سنتًا، والذي غالبًا ما يُطلق عليه هواة جمع الطوابع اسم "زبلين الصغير"، في 2 أكتوبر 1933، بمناسبة معرض "قرن التقدم"، وصدر منهُ 324,700 طابع. ولا ينبغي الخلط بينهُ وبين طوابع زبلين التي صدرت عام 1930. وهو متوفر لهواة جمع الطوابع بأعداد أكبر وأقل تكلفة من إصدارات عام 1930.

## بريد المنطاد زبلين - الولايات المتحدة
على مدى خمس سنوات، حلّقت طائرتا منطاد زبلين وهيندينبورغ في رحلات جوية منتظمة لنقل البريد عبر المحيط الأطلسي بين الولايات المتحدة ونقاط في أوروبا. في ذلك الوقت، لم تكن الطائرات التقليدية ذات الأجنحة الثابتة متاحة بسهولة بحيث يمكن استخدامها للطيران لمسافات طويلة كهذهِ بشكل منتظم.
حصل البريد الذي حملته طائرة منطاد زبلين على أختام بريدية خاصة. حصل اثنان من الأغلفة الموضحة بالصور أدناه على رحلة ذهاب وعودة كاملة، تحمل جميع طوابع زبلين الثلاثة المثبتة على مظروف بريد جوي بقيمة 5 سنتات ختمًا يدويًا خاصًا. يصور الختم الماسي الشكل خريطة توضح الطريق الذي سلكتهُ طائرة المنطاد زبلين في رحلتها الأولى، وختم إلغاء أحمر مصنوع خصيصًا لإلغاء البريد الذي حملتهُ، يحمل اسم فريدريشهافن ويُستخدم في فريدريشهافن، إلى جانب صورة زبلين. وعوضت التكلفة الكبيرة للرحلة الشهيرة حول العالم عام 1929 بوفرة البريد التذكاري الذي حملتهً طائرة منطاد زبلين. ولقد تطلبت رسالة مختومة أمريكية نقلت في رحلة الذهاب والعودة بأكملها من لاكهورست، نيو جيرسي إلى ليكهورست 3.55 دولارًا (ما يعادل 56 دولارًا في عام 2021) في البريد، وهو المبلغ الإجمالي لطوابع زبلين الثلاثة الصادرة في عام 1930 بعد ذلك.
|  |  |  |  |

## اقرأ أيضاً
- Ganz، Cheryl R. (2012). The 1933 Chicago World's Fair: A Century of Progress. University of Illinois Press, 206 pages. ISBN:978-0-252-07852-1.